# Aimon de Savoie-Aoste (1967)
Pour les articles homonymes, voir Aymon de Savoie (homonymie).
Titres
Prétendant au trône d’Italie
Depuis le 1er juin 2021
(3 ans, 9 mois et 13 jours)
Prince héritier d'Italie
(contesté)
7 juillet 2006 – 1er juin 2021
(14 ans, 10 mois et 25 jours)
Aimon[réf. nécessaire] de Savoie-Aoste (en italien : Aimone di Savoia-Aosta), duc des Pouilles puis duc d'Aoste, né le 13 octobre 1967 à Florence, est le seul fils d'Amédée de Savoie-Aoste, duc d'Aoste, et de Claude d'Orléans. Au décès de son père le 1er juin 2021, il devient prétendant au trône d'Italie, en concurrence avec son oncle Victor-Emmanuel de Savoie puis, après la mort de ce dernier en 2024, avec son cousin Emmanuel-Philibert de Savoie.

## Biographie

### Famille et études
Aimon de Savoie Aoste est le deuxième enfant et seul fils d'Amédée de Savoie-Aoste (1943-2021), duc d'Aoste et qui réclame aussi le titre de duc de Savoie en qualité de chef de la maison royale, et de Claude d'Orléans (1943), fille de France, elle-même fille de Henri d'Orléans (1908-1999), comte de Paris et prétendant à la Couronne de France, et de sa femme la princesse franco-brésilienne Isabelle d'Orléans-Bragance (1911-2003). Il reçoit à sa naissance, par décret royal d'Humbert II, le titre de duc des Pouilles, porté traditionnellement par les aînés des ducs d'Aoste.
Après ses études classiques au collège naval Francesco Morosini de Venise, le prince Aimon suit les cours de l'Académie navale de Livourne, en obtenant le grade d'enseigne de vaisseau de 1re classe. Avec le grade d'officier d'état-major, il participe à des exercices de l'OTAN en Méditerranée et dans l'Atlantique et, ensuite, il prend part à une mission de la guerre du Golfe à bord de la frégate Maestrale (it).

### Carrière professionnelle
Titulaire d'une maîtrise à l'université Bocconi de Milan, après une période de spécialisation chez J.P. Morgan & Co., Aimon de Savoie-Aoste travaille dans le secteur marketing des groupes Rinascente, Merloni et Fata Engineering. Dès 1994, il s'établit à Moscou où il travaille pour la Tripcovich Trading Company.
En 2000, Aimon entre chez Pirelli et en devient le directeur général pour le marché russe et des pays de l'ancienne Union soviétique. En 2006, il est nommé vice-président de l'association des entreprises italiennes en Russie, la Gim-Unimpresa, associée de Confindustria. Il demeure à Moscou jusqu'en janvier 2023 quand il quitte le pays.

### Mariage et descendance
Aimon de Savoie-Aoste a épousé en 2008 la princesse Olga de Grèce (née à Athènes, le 17 novembre 1971), fille du prince Michel de Grèce et de sa femme Marína Karélla. Le mariage civil a été officié à Moscou le 16 septembre 2008 par l'ambassadeur d'Italie, Vittorio Surdo, avec l'autorisation écrite de son père, le duc d'Aoste (assentiment royal). Le mariage religieux a  lieu à Patmos le 27 septembre 2008, en présence de la reine Sophie d'Espagne et des ex-souverains Constantin II et Anne-Marie de Grèce.
Le mariage est célébré selon le rite grec-orthodoxe avec la dispense ecclésiastique de Mgr Paolo Pezzi, archevêque métropolitain de Moscou. 
Du couple sont nés :
- le prince Umberto Sathya de Savoie-Aoste, né à Paris le 7 mars 2009[2], prince de Piémont, titre aussi revendiqué par le prince Emmanuel-Philibert de Savoie[3], prétendant rival, qui lui reconnaît seulement la qualité de prince du sang[4] ;
- le prince Amedeo Michele de Savoie-Aoste né à Paris, le 24 mai 2011, duc des Abruzzes[5] ;
- la princesse Isabella Vita Marina de Savoie-Aoste, née à Paris le 14 décembre 2012[6].

## Distinctions
En 1982, encore mineur, il reçoit d'Humbert II le grand collier de l'ordre suprême de la Très Sainte Annonciade.